# Balena franca del sud
La balena franca del sud (Eubalaena australis) és una espècie de balena. És una de les tres espècies de balena franca del gènere Eubalaena, que anteriorment eren classificades com una de sola. Aproximadament 12.000 E. australis viuen als mars de la part meridional de l'hemisferi sud.
Com altres espècies de balenes tenen unes callositats en el seu cos característiques causades per crustacis ectoparàsits del gènere Cyamidae